# یواس‌اس یوجین (پی‌اف-۴۰)
یواس‌اس یوجین (پی‌اف-۴۰) (به انگلیسی: USS Eugene (PF-40)) یک کشتی بود که طول آن ۳۰۳ فوت ۱۱ اینچ (۹۲٫۶۳ متر) بود. این کشتی در سال ۱۹۴۳ ساخته شد.